# Gor (Hiszpania)
Gor – gmina w Hiszpanii, w prowincji Grenada, w Andaluzji, o powierzchni 181,03 km². W 2011 roku gmina liczyła 877 mieszkańców.